# Супириор (село, Висконсин)
Супириор (енгл. Superior (village)) село је у америчкој савезној држави Висконсин.

## Демографија
По попису из 2010. године број становника је 664, што је 164 (32,8%) становника више него 2000. године.
| Група             | 2000.       | 2010.       |
| Белци             | 484 (96,8%) | 641 (96,5%) |
| Афроамериканци    | 3 (0,6%)    | 1 (0,2%)    |
| Азијати           | 6 (1,2%)    | 2 (0,3%)    |
| Хиспаноамериканци | 1 (0,2%)    | 7 (1,1%)    |
| Укупно            | 500         | 664         |